# Sebastiania tuerckheimiana
Sebastiania tuerckheimiana är en törelväxtart som först beskrevs av Ferdinand Albin Pax och Käthe Hoffmann, och fick sitt nu gällande namn av Cyrus Longworth Lundell. Sebastiania tuerckheimiana ingår i släktet Sebastiania och familjen törelväxter. Inga underarter finns listade i Catalogue of Life.